# Aisha al-Mana
Aisha al-Mana (geb. 1942 in Khobar) ist eine saudi-arabische Bürgerrechtlerin.

## Leben
Al-Manas Vater, Muhammad al-Mana, verbrachte seine Kindheit in Indien, wo er eine englische Schule besuchte, bevor er nach Saudi-Arabien zurückkehrte und als Dolmetscher für König Abdulaziz Al Saud tätig wurde. Später wechselte er zur Firma California Arabian Oil (heute Aramco), welche den Ort Khobar erheblich prägte. Aisha wuchs in dieser Umgebung auf, wurde jedoch traditionell mit dem Fokus auf das häusliche und familiäre Umfeld erzogen.
Ihr Vater setzte sich stark für ihre Bildung ein und schickte sie bereits in jungen Jahren zur Schule nach Ägypten, wo sie das English Girls’ College in Alexandria besuchte. Diese Erfahrung prägte ihre Persönlichkeit maßgeblich und ermöglichte ihr das Erlernen vieler Dinge, die ihr in Saudi-Arabien verwehrt geblieben wären, wie etwa das Fahrradfahren.
Nach ihrem Schulabschluss zog es al-Mana zunächst nach Beirut und später in die Vereinigten Staaten, wo sie Soziologie studierte. Sie erlebte die US-Universitäten der 1970er-Jahre als Schauplätze zahlreicher Proteste und arbeitete nebenher als Kellnerin, um zusätzliches Geld zu verdienen. Sie schloss ihr Studium in Sozialwissenschaften an der University of Colorado ab und wurde 1980 die erste saudische Frau, die einen Doktorgrad erlangte.

## Wirken
Aisha al-Mana machte sich durch ihr Engagement für Menschenrechte und Bildung einen Namen. Als Akademikerin setzte sie sich insbesondere für das Recht von Frauen zum Autofahren ein. Im Jahr 1990 unternahm sie zusammen mit 47 weiteren Frauen eine symbolträchtige Fahrt durch die Straßen von Riad, was auf großes Aufsehen stieß und kritisch von Behörden sowie religiösen Vertretern beäugt wurde.
Neben ihrem Einsatz für die Frauenrechte hat al-Mana auch im Bereich der Bildung und Gesundheitsversorgung bedeutende Beiträge geleistet. Sie ist die Leiterin der Almana General Hospitals und Mitglied des Vorstands von Ebrahim M. Almana and Brothers. Unter ihrer Führung wurde die Krankenhausgruppe zu einem der besten medizinischen Anbieter im Land, mit Einrichtungen in vier Städten des Königreichs.
Darüber hinaus gründete sie das Aisha al-Mana Program for Global Health an der University of Oregon, das Stipendien für saudische Frauen zum Studium bereitstellt. Dieses Programm ist das erste seiner Art im Bereich der globalen Gesundheit und zielt auf das Angebot weiterführender Ausbildungsmöglichkeiten für saudischen Frauen ab.

## Auszeichnungen
Für ihre Vorreiterrolle im zivilen und feministischen Engagement in Saudi-Arabien wurde sie mit verschiedenen Auszeichnungen geehrt, darunter die Ehrung durch das Al-Ahdia Forum, ein ziviles, freiwilliges Frauenforum in Riad, und sie wurde von der Forbes-Magazin als eine der mächtigsten 200 arabischen Frauen des Jahres 2014 gelistet.